# O Homem dos Músculos de Aço
Pumping Iron (bra/prt: O Homem dos Músculos de Aço)  é um documentário de 1977 sobre a preparação para a competição de fisiculturismo do Mr. Olympia de 1975. O filme foca em Arnold Schwarzenegger e seus concorrentes, Lou Ferrigno e Franco Columbu. O documentário foi co-dirigido por Robert Fiore e George Butler. Foi baseado no livro de mesmo nome por Charles Gaines e George Butler (Simon & Schuster, 1974).
Pumping Iron é um filme documentando o que é comumente referido como "A Idade do Ouro" do fisiculturismo, uma época na qual massa e tamanho importavam menos, e a simetria e definição do corpo era preferida. O documentário segue duas principais competições, o Mr. Universo da IFBB (para amadores) e o Mr. Olympia (para profissionais) em Pretória, África do Sul. Embora o documentário foque em Schwarzenegger, muitos outros fisiculturistas notáveis fazem aparições, incluindo Lou Ferrigno, Franco Columbu, Mike Mentzer, Robby Robinson, Mike Katz, Albert Beckles, Ken Waller, Frank Zane, Paul Grant, Ed Corney, Serge Nubret e Danny Padilla — todos campeões talentosos em seus próprios direitos. Ed Corney apareceu na sobrecapa da frente da edição de capa dura do livro e à frente da versão capa mole, bem como no cartaz do filme.
O filme foi relançado em DVD em 2003 para o 25.º Aniversário do original O DVD caracteriza-se por cenas atrás dos bastidores e entrevistas recentes com o elenco.

## Recepção
No agregador de críticas dos Estados Unidos, o Rotten Tomatoes, na pontuação onde a equipe do site categoriza as opiniões da  grande mídia e da mídia independente apenas como positivas ou negativas, o filme tem um índice de aprovação de 92% calculado com base em 36 comentários dos críticos. Por comparação, com as mesmas opiniões sendo calculadas usando uma média aritmética ponderada, a nota alcançada é 7/10 que é seguida do consenso: "Além de oferecer uma visão inicial esclarecedora do mundo do futuro astro/político Arnold Schwarzenegger, Pumping Iron fornece uma visão espirituosa e perspicaz do fisiculturismo competitivo."
Em outro agregador de críticas também dos Estados Unidos, o Metacritic, que calcula as notas das opiniões usando somente uma média aritmética ponderada de determinados veículos de comunicação em maior parte da grande mídia, o filme tem 12 avaliações da imprensa anexadas no site e uma pontuação de 72 entre 100, com a indicação de "revisões geralmente favoráveis".
Richard Eder, em sua crítica no The New York Times, chamou o filme de "um documentário interessante, bastante liso e excessivamente longo sobre o mundo pequeno, mas intensamente competitivo do fisiculturismo".